# Kachorra
Kachorra fue una telenovela argentina para toda la familia, producida por Telefe y RGB Entertainment en el año 2002. Protagonizada por Natalia Oreiro y Pablo Rago. Coprotagonizada por Betina O'Connell, Jazmín Stuart, Mario Alarcón, Alejo García Pintos, Silvina Bosco, Betty Villar, Verónica Llinás y Gino Renni. También, contó con las actuaciones especiales de Osvaldo Santoro, María Rosa Fugazot, Pepe Monje y la primera actriz María Rosa Gallo. La participación de Raúl Rizzo. Y las presentaciones de Gimena Accardi y Guido Massri. Se emitió de lunes a viernes en el horario de las 13 con altos niveles de audiencia.

## Producción
Kachorra fue una historia ideada por la propia Natalia Oreiro, quien se la propuso a Gustavo Yankelevich (accionista de RGB Entertainment, empresa que produce el programa) que terminó produciendo la ficción, con algunos cambios.
La novela tuvo como cortina musical, la canción "Cuesta arriba, cuesta abajo" ("Se viene el agua a ver que pasa...") de Natalia, incluido en su tercer álbum musical Turmalina. Muchos consideraron a Kachorra, la telenovela sucesora de Muñeca Brava, pero a diferencia de su antecesora, se transformó en una comedia familiar, bastante alejada de la típica novela "rosa".
Kachorra significó el gran regreso de Natalia Oreiro, la reina de las telenovelas, a la televisión, luego del impase de dos años en la que se dedicó a presentar su segundo álbum musical.

## Trama
Antonia (Natalia Oreiro) es una chica de barrio de orígenes humildes y con escasa cultura a la que todos llaman Kachorra. Ella es cafetera, sus únicos estudios fueron corte y confección.
Kachorra posee una gran fuerza interior, optimista, llena de ganas de vivir y de una alegría contagiosa; divertida, ocurrente y capaz de extraer recursos de manera insospechada para sobreponerse siempre a las dificultades.
La historia comienza con un crimen, y la acusada es Kachorra. Como no puede demostrar su inocencia, aprovecha un accidente para escapar. Rosario Achával, una mujer mayor que ella, con otra cultura y otro cuerpo ha sido víctima de este accidente. Kachorra le roba la valija y el curriculum, y toma la personalidad de esta señora, que estaba a punto de asumir el cargo de institutriz en la casa de la familia Moravia. En el baño de una estación, cambia su look, se corta el pelo, y se tiñe. Kachorra llega a su nuevo trabajo la casa de una poderosa familia de empresarios de la alimentación, con los documentos robados a otra persona y la necesidad de suplantarla, la convierten en una impostora como la única manera de huir de la policía. Bruno Moravia (Pablo Rago), su jefe, un señor estructurado que quedó a cargo de sus dos hermanos menores luego de la muerte de sus padres.
Kachorra siempre está a punto de ser descubierta y vive una situación de angustia y desprotección permanente, mechada con divertidos momentos de comedia cuando la inculta e inexperta debe intentar parecerse a una institutriz profesional y de renombre que deberá cuidar y educar a dos adolescentes muy problemáticos.
Con Bruno, formara una historia de amor llena de pasión, conflictos y muchas vicisitudes, con vueltas de tuerca sorprendentes que, en los momentos clave, aportarán nueva fuerza e interés a la trama.
De esta manera, "Kachorra", transitara situaciones de amor y situaciones "de comedia", divertidas, humorísticas y apoyadas principalmente en la comicidad y simpatía de la protagonista desarrollando un personaje tan particular en una situación inédita como es la de ser una fugitiva, una impostora y a la vez, una heroína de amor.

## Personajes

### Protagonistas
- Natalia Oreiro como Antonia Guerrero “Kachorra” / Rosario Achával.
- Pablo Rago como Bruno Moravia.

### Elenco
- Osvaldo Santoro como Francisco Guerrero.
- María Rosa Fugazot como Elena Vargas.
- Pepe Monje como Germán Capello.
- Betina O'Connell como Mercedes "Mecha" Green.
- Silvina Bosco como Karina de Armendáriz.
- Alejo García Pintos como Roberto Trípoli.
- Peto Menahem como Pablo Arospide.
- Mario Alarcón como Alderman Armando Rodolfo Carreño.
- Nicolás Mateo como Santiago Guerrero.
- Gino Renni como Chichilo Pichotela.
- Verónica Llinás como Bernarda Eusebia "Bernie" Estévez Álvarez.
- Guido Massri como Sancho Moreira.
- Gimena Accardi como Josefina Bernadette "Jose" Moravia Estévez.
- Federico Barón como Lautaro Moravia Estévez.
- Raúl Rizzo como Carmelo Capello.
- María Rosa Gallo como Pierina Fossati.
- Pía Uribelarrea como Stefanía Barigotti.
- Jazmín Stuart como Patricia.
- Lucas Ferraro como Gaspar.
- Daniella Mastricchio como Lilian.
- Nilda Raggi como Madre Superiora Diana.
- Patricia Castell como Madre Lucía.
- Mónica Villa como Madre Juana.
- María Leal como Hermana Catalina.
- Viviana Sáez como Dra. Melman
- Marisa Mondino como Dra. Dolores Paula Silivan de Márquez.
- Valeria Lorca como Ángela Guerrero.
- Javier Lombardo como Dr. Reynaldo Márquez.
- Natalia Melcon como Roberta "Tita" Ponce.
- Luis Campos como Giuseppe Barigotti.
- Laura Palmucci como Nilda Toledo.
- José María Rivera como Jorge Toledo.
- Pablo Saile como Ezequiel Pereyra.
- Guillermo de Lorenzo como Padre Pablo Horacio.
- Betty Villar como Silvana.
- Dominique Heslop como Verónica.
- Emiliano Fernández como Pitu.
- Mariela Castro como Lucy.
- Martín Borisenko como Claudio.
- María Marull como Bárbara.
- María Jimena Piccolo como Lorena.
- María Laura Santana como Norma.
- Jorge Varas como Comisario Morales
- Sol Moreno como Paquita
- Nicolás Riera
- Federico Olivera
- Santiago Stieben

## Otras versiones
- La cadena TVI de Portugal realizó una versión en telenovela llamada Doce fugitiva (Dulce fugitiva), exhibida entre 2006 y 2007 y protagonizada por Rita Pereira y Rodrigo Menezes. Dicho melodrama competía con Floribella la versión local de Floricienta.

## Premios
| Año  | Premio        | Categoría                                | Nominado       | Resultado |
| ---- | ------------- | ---------------------------------------- | -------------- | --------- |
| 2003 | Martín Fierro | Mejor actriz protagonista de telecomedia | Natalia Oreiro | Nominada  |
| 2003 | Martín Fierro | Mejor telecomedia                        | Kachorra       | Nominada  |